# Protambulyx
Genre
Le genre Protambulyx regroupe des lépidoptères (papillons) de la famille des Sphingidae, de la sous-famille des Smerinthinae, de la tribu des Ambulycini.

## Systématique
- Le genre Protambulyx a été décrit par les entomologistes Lionel Walter Rothschild et Karl Jordan, en 1903[1].
- L'espèce type pour le genre est Protambulyx strigilis (Linnaeus, 1771).

### Synonymie
- Ambulyx Walker, 1856[2]. Attention le genre Ambulyx Westwood, 1847 existe.

## Taxinomie
Liste des espèces
- Protambulyx astygonus (Boisduval 1875)
- Protambulyx carteri Rothschild & Jordan 1903
- Protambulyx euryalus Rothschild & Jordan 1903
- Protambulyx eurycles (Herrich-Schaffer 1854)
- Protambulyx goeldii Rothschild & Jordan 1903
- Protambulyx ockendeni Rothschild & Jordan 1903
- Protambulyx strigilis (Linnaeus 1771) Espèce type pour le genre
- Protambulyx sulphurea Rothschild & Jordan 1903

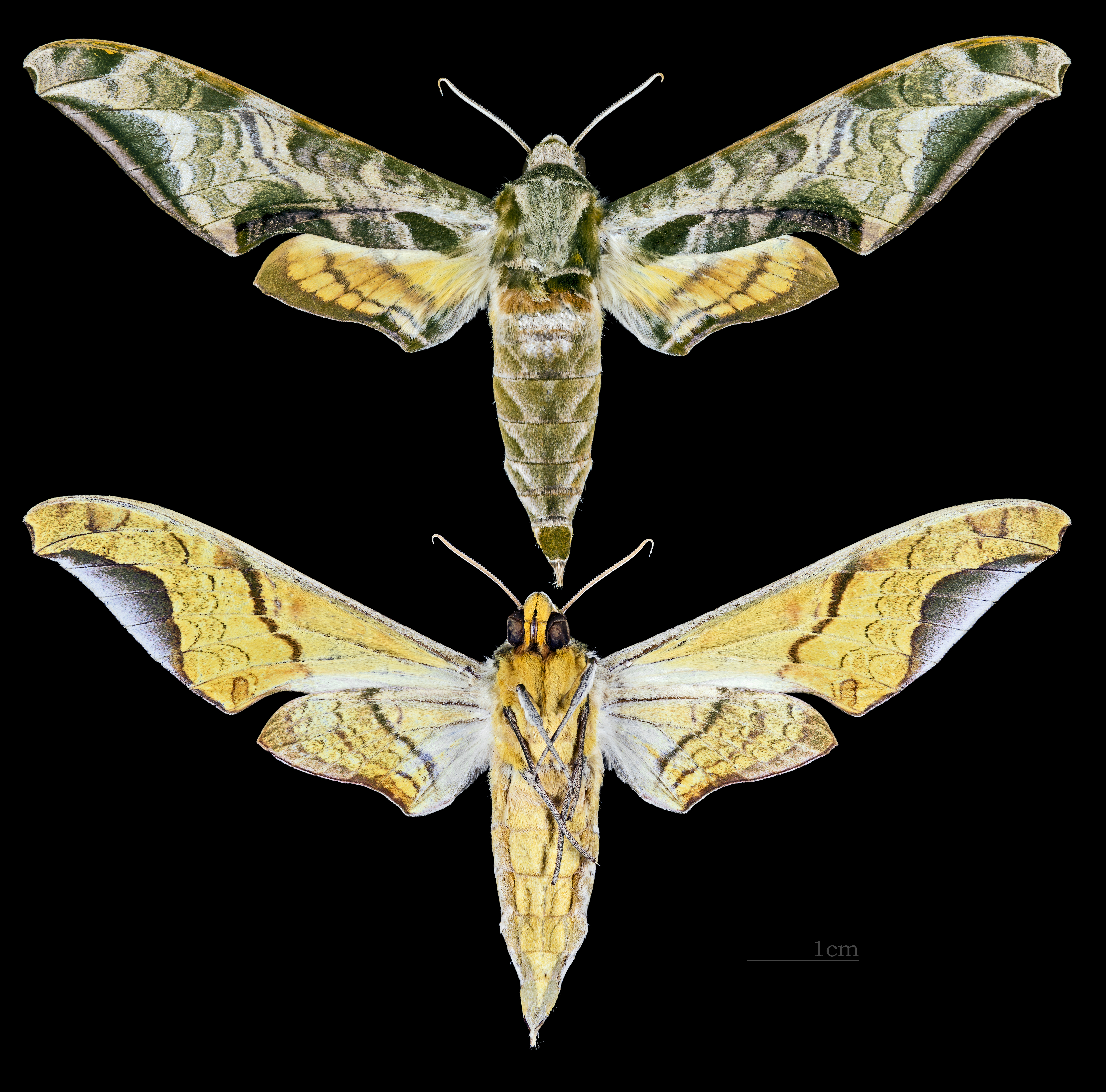
Protambulyx astygonus - MHNT
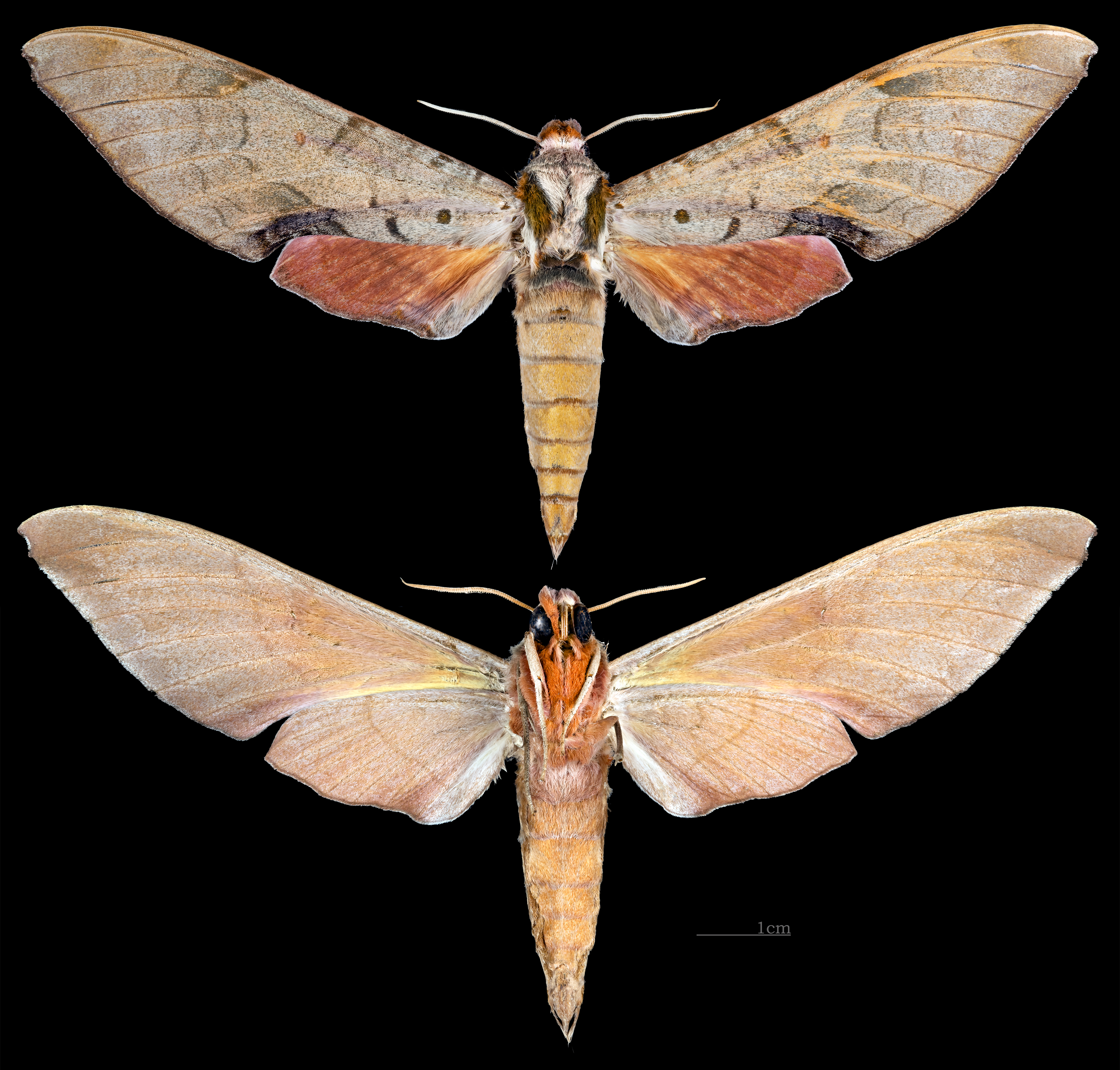
Protambulyx carteri- MHNT
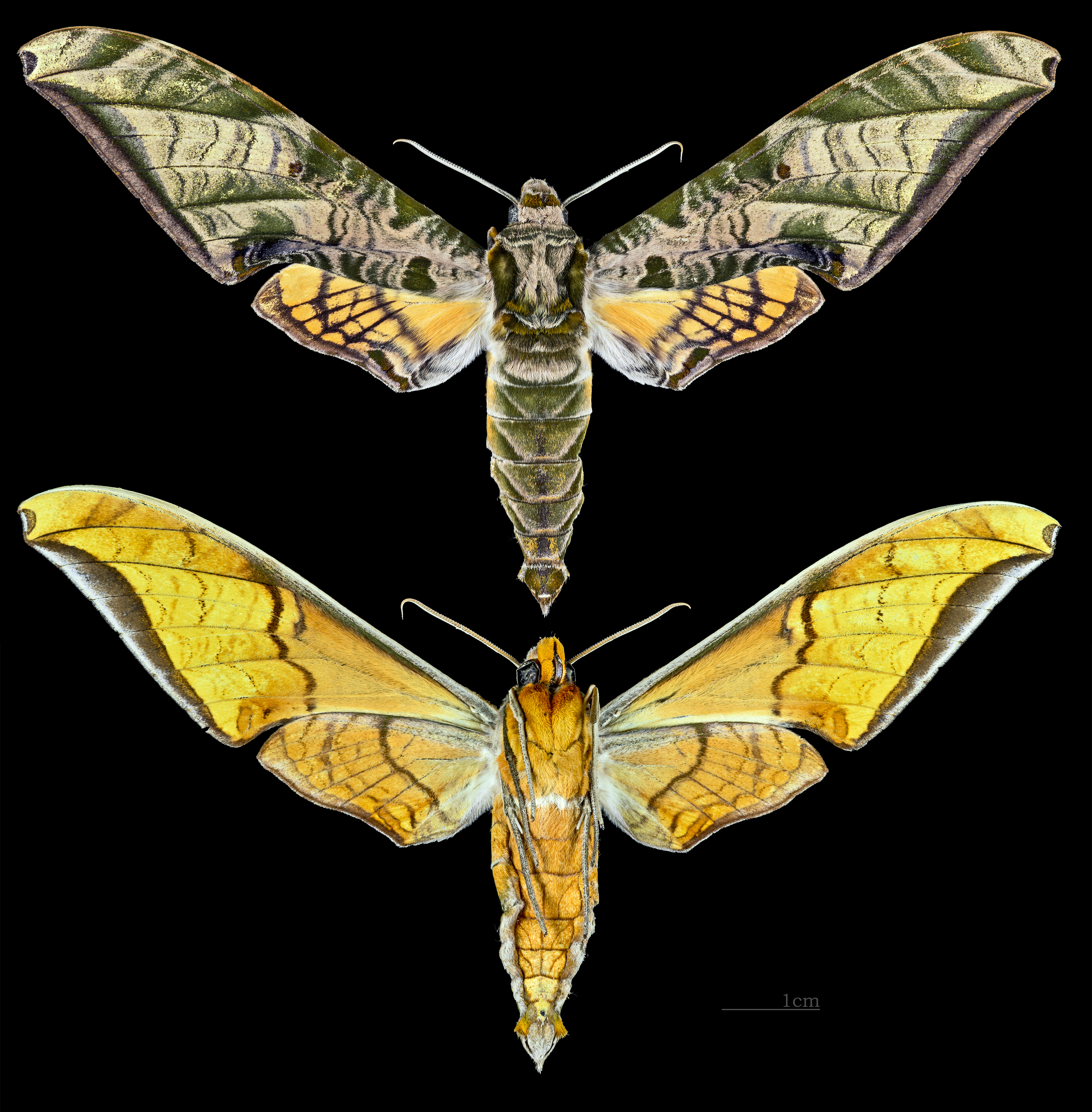
Protambulyx eurycles - MHNT
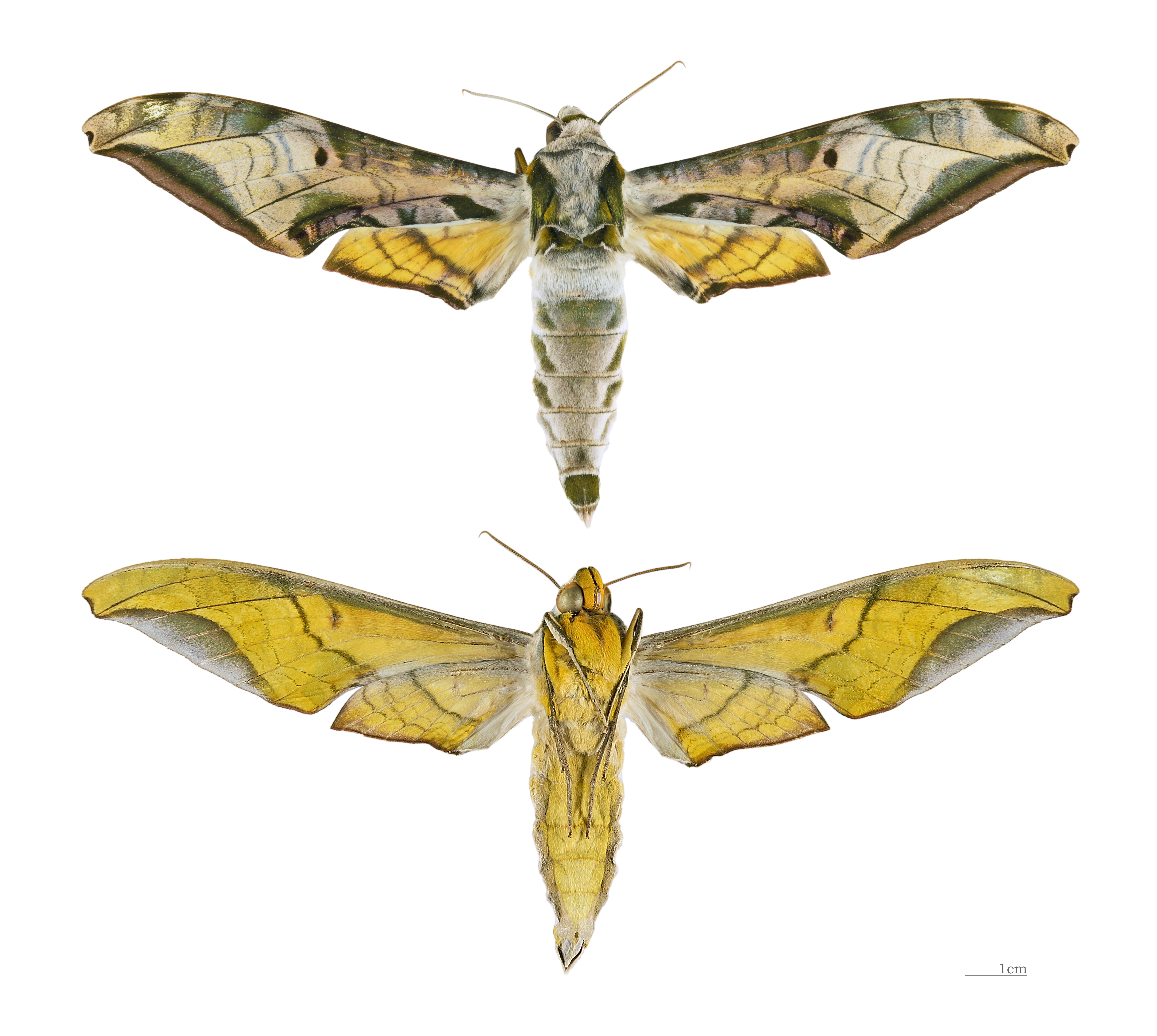
Protambulyx goeldii - MHNT
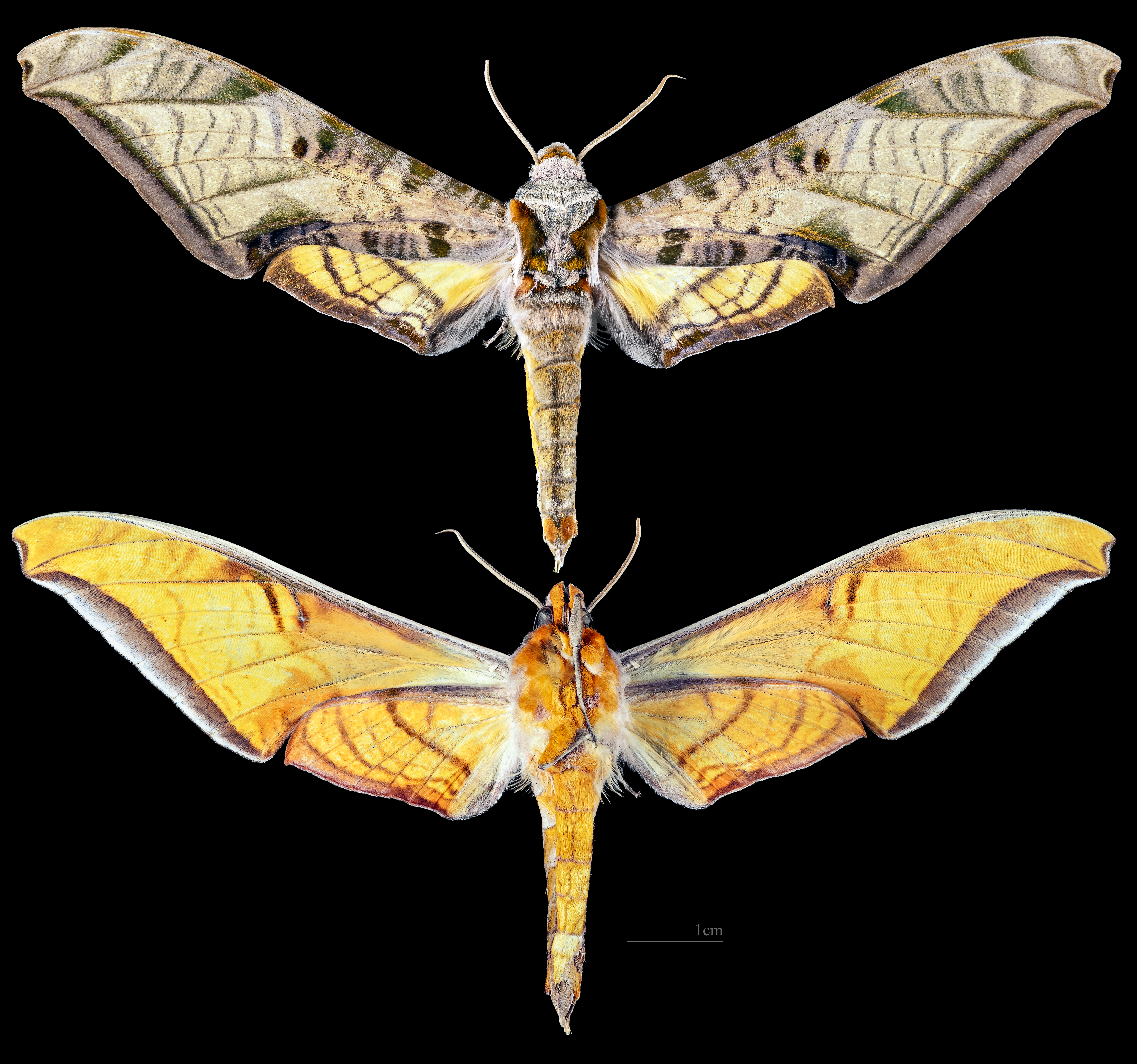
Protambulyx ockendeni
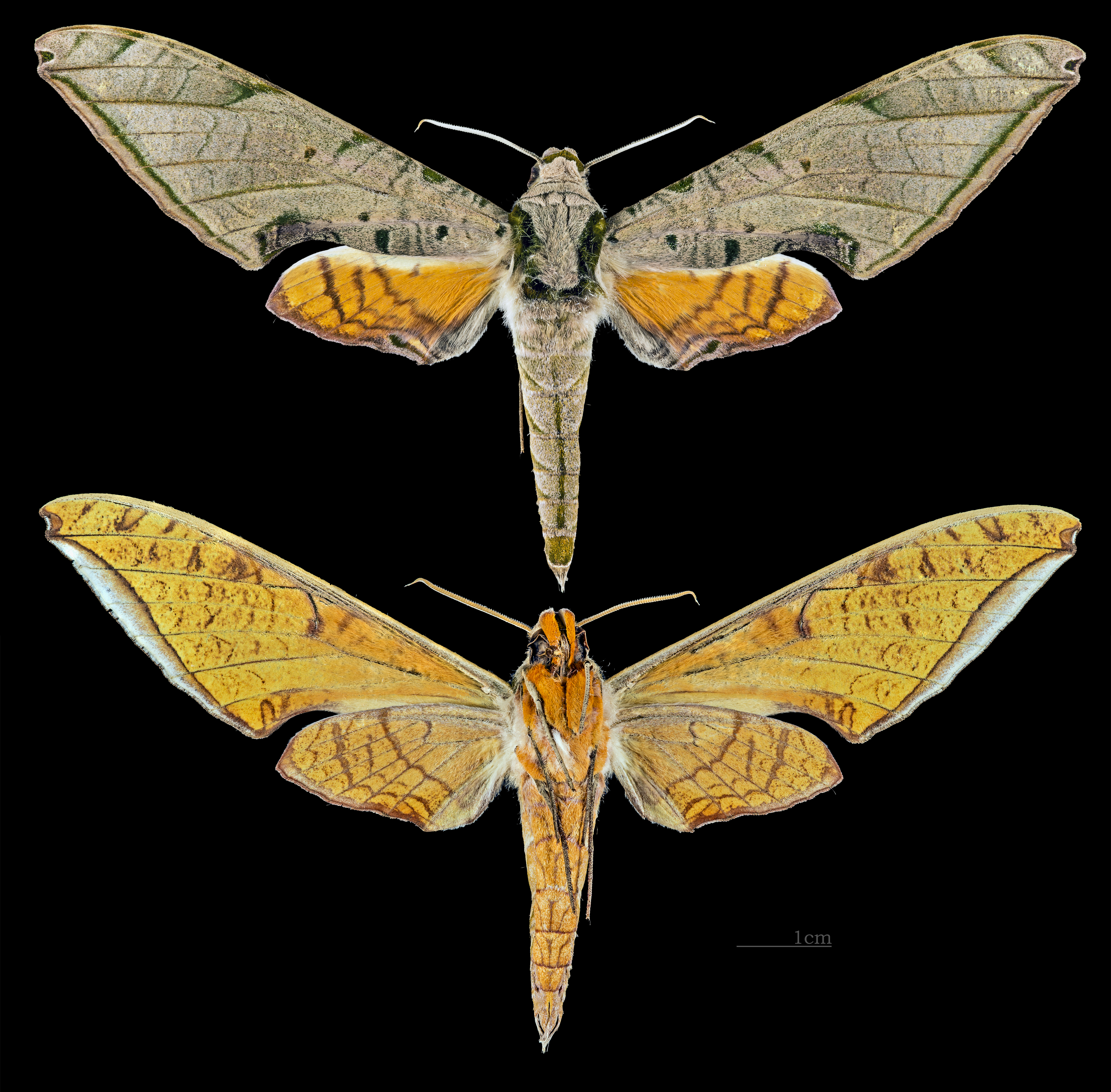
Protambulyx strigilis - MHNT
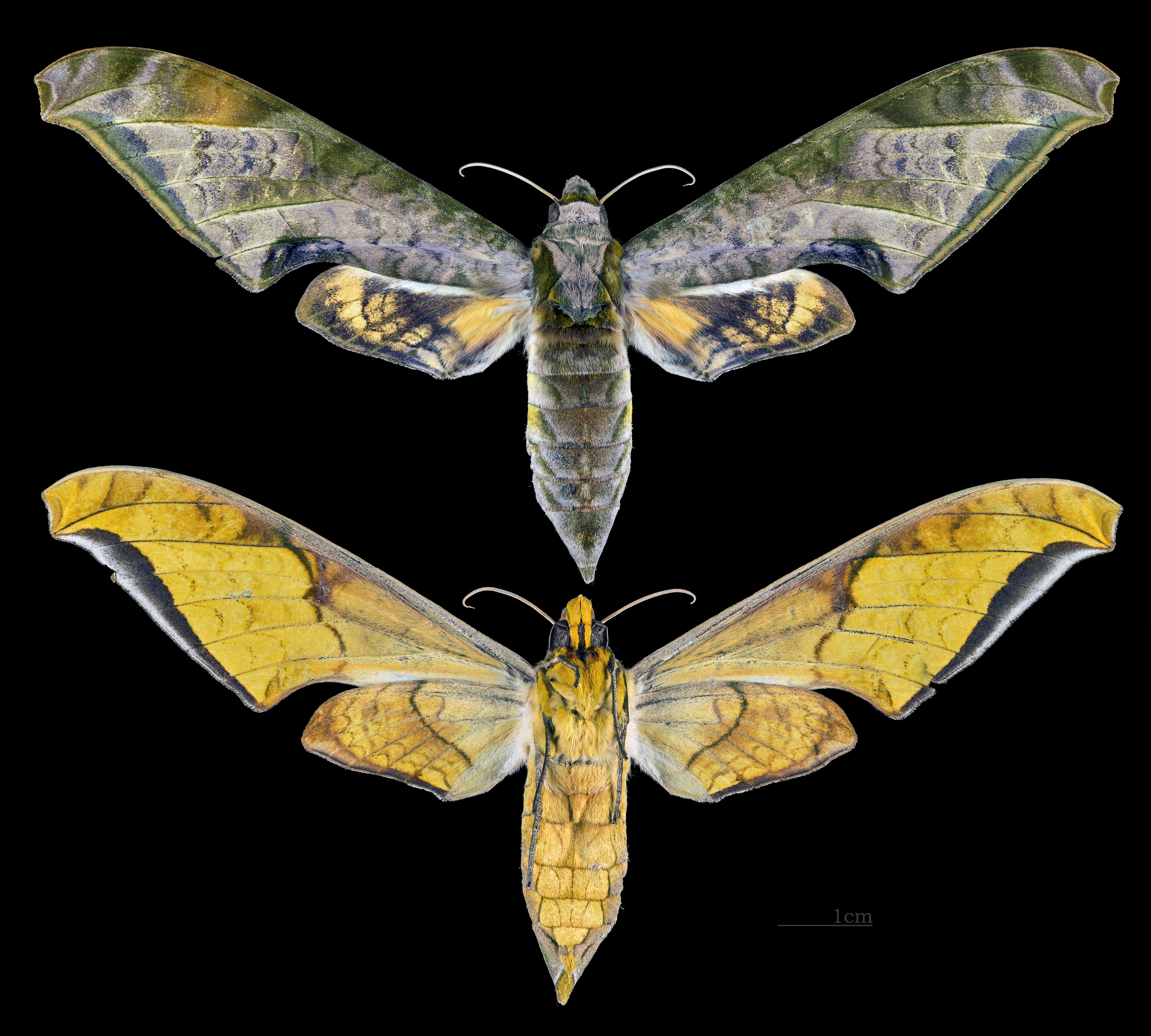
Protambulyx sulphurea - MHNT